# Anomalia magnetică Kursk
Anomalia magnetică Kursk (în rusă Курская магнитная аномалия) este un teritoriu bogat în minereu de fier localizat în provinciile rusești Kursk, Belgorod și Oriol. Era cel mai mare bazin minier de exploatare a fierului din URSS. Anomalia magnetică Kursk este recunoscută ca cea mai mare anomalie magnetică de pe Pământ.
Anomalia a fost descoperită în 1733 de astronomul și academicianul rus Piotr Inohodțev în timp ce pregătea hărțile recensământului teritoriului (în rusă Генеральное межевание) comandat de guvernul rus. Anomalia nu a mai fost investigată până în 1874 când I. N. Smirnov a efectuat primul studiu geomagnetic al Rusiei europene. În 1883, N. D. Pilcikov, profesor asistent la Universitatea Harkov a efectuat 71 de observații ale Anomaliei magnetice Kursk. Aceste măsurători au relevat dimensiuni mult mai mari ale anomaliei decât se măsurase anterior și au pus pentru prima oară anomalia pe seama prezenței minereului de fier. 